# 屏二
屏二（天兔座ε），又名HD 32887、HIP 23685、HR 1654、NSV 1826、SAO 170051，是天兔座的一颗恒星，视星等为3.166，其坐标为赤经 05h 05m 27.66537s，赤纬-22° 22′ 15.7239″。